# Елисеенки (Дорогобужский район)
Елисе́енки — деревня в Смоленской области России, в Дорогобужском районе. Расположена в центральной части области в 4 км к востоку от Дорогобужа, в 4 км к юго-востоку от Верхнеднепровского, на правом берегу Днепра. Население — 1 житель (2007 год). Входит в состав Михайловского сельского поселения.

## История
Известно как минимум с 1594 года. В 1847 году деревня становится селом (построена каменная церковь, была разрушена во время Великой Отечественной войны). В своё время деревней владели: Дорогобужский монастырь Димитрия Солунского и Вистицкие. В 1897 году открыта земская школа. В 1904 году в селе было 210 жителей.